# Clambus
Clambus es un género de escarabajos de la familia Clambidae. Hay 30 especies descritas.

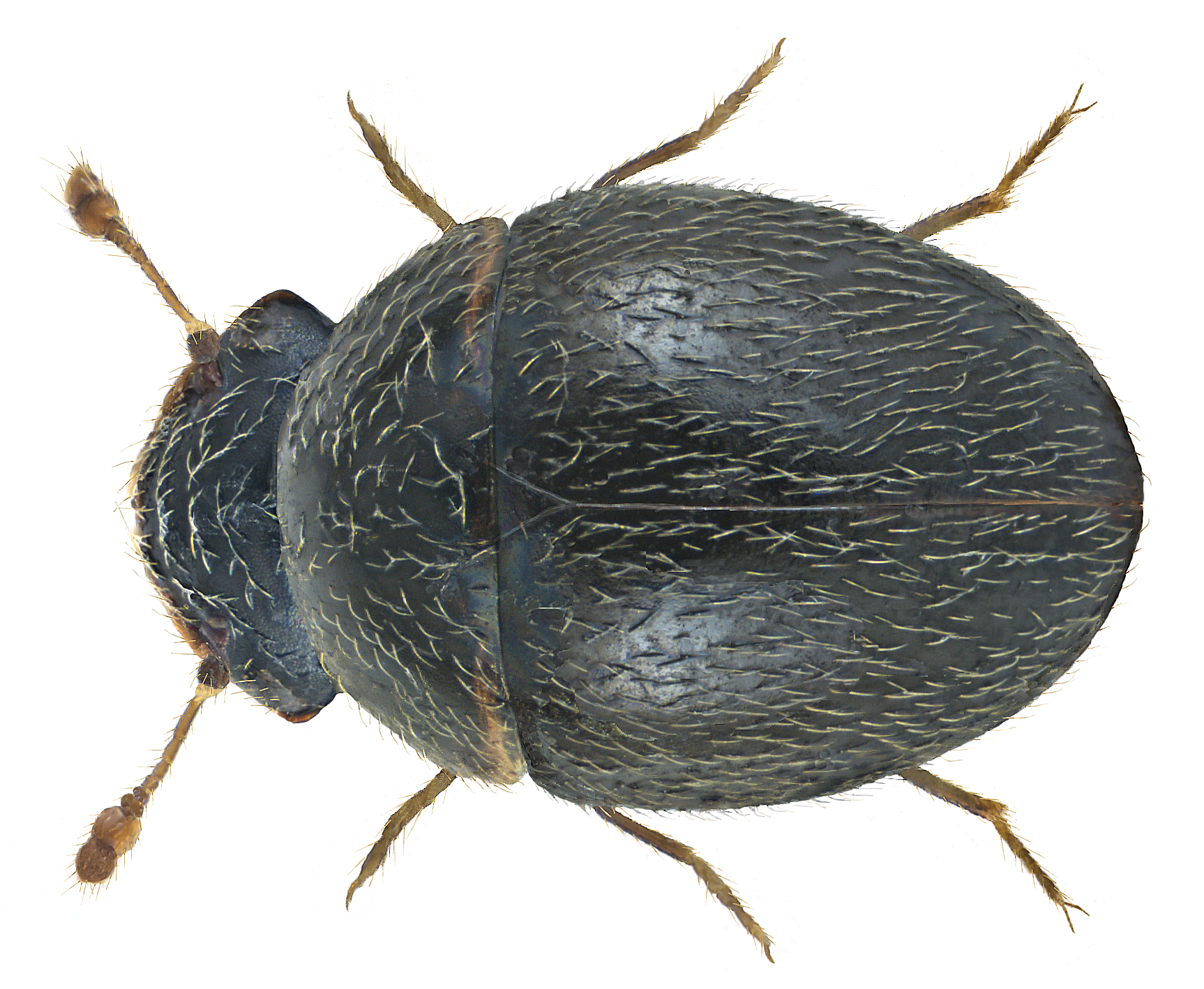
Clambus armadillo

## Especies
- Clambus aegrepilosus Endrödy-Younga, 1960 g
- Clambus arizonicus Endrödy-Younga, 1981 i c g
- Clambus armadillo (De Geer, 1774) i c g b
- Clambus arnetti Endrödy-Younga, 1981 i c g
- Clambus besucheti Endrody-Younga, 1974 g
- Clambus caucasus Endrody-Younga, 1960 g
- Clambus cilicicus Sahlberg, 1913 g
- Clambus dux Endrödy-Younga, 1960 g
- Clambus evae Endrödy-Younga, 1960 g
- Clambus felix Endrody-Younga, 1960 g
- Clambus filii Endrödy-Younga, 1960 g
- Clambus formosanus g
- Clambus gibbulus (LeConte, 1850) i c g
- Clambus gibbus Endrody-Younga, 1986 g
- Clambus hayekae Endrödy-Younga, 1960 g
- Clambus helheimricus Alekseev, 2017 g
- Clambus howdeni Endrödy-Younga, 1981 i c g b
- Clambus klapperichi Endrody-Younga, 1986 g
- Clambus minutus (Sturm, 1807) g
- Clambus nigrellus Reitter, 1914 g
- Clambus nigriclavis Stephens, 1835 g
- Clambus octobris Endrödy-Younga, 1959 i c g
- Clambus pallidulus Reitter, 1911 g
- Clambus pilosellus Reitter, 1876 g
- Clambus pubescens Redtenbacher, 1849 i c g b
- Clambus punctulum (Beck, 1817) g
- Clambus seminulum Horn, 1880 i c g
- Clambus simsoni Blackburn, 1902 g
- Clambus smetanai Endrödy-Younga, 1981 i c g
- Clambus spangleri Endrödy-Younga, 1981 i c g
- Clambus tuberculatus Endrody-Younga, 1986 g
- Clambus vulneratus LeConte, 1879 i c g

Data sources: i = ITIS, c = Catalogue of Life, g = GBIF, b = Bugguide.net